# Bell’s Open 1982
Die Bell’s Open 1982 im Badminton fanden im Oktober 1982 in Perth statt.

## Medaillengewinner
| Disziplin    | Gold                          | Silber                        | Bronze                         |
| ------------ | ----------------------------- | ----------------------------- | ------------------------------ |
| Herreneinzel | Ray Stevens                   | Steve Butler                  | Glen Milton                    |
| Herreneinzel | Ray Stevens                   | Steve Butler                  | Gerry Asquith                  |
| Dameneinzel  | Jane Webster                  | Gillian Gowers                | Catharine Troke                |
| Dameneinzel  | Jane Webster                  | Gillian Gowers                | Gillian Martin                 |
| Herrendoppel | Eddy Sutton David Eddy        | Claus Thomsen Nils Skeby      | Torben Carlsen Kim Brodersen   |
| Herrendoppel | Eddy Sutton David Eddy        | Claus Thomsen Nils Skeby      | Ray Rofe Andy Goode            |
| Damendoppel  | Nora Perry Jane Webster       | Catharine Troke Gillian Gilks | Barbara Sutton Barbara Beckett |
| Damendoppel  | Nora Perry Jane Webster       | Catharine Troke Gillian Gilks | Fiona Elliott Jillian Pringle  |
| Mixed        | Billy Gilliland Gillian Gilks | Ray Stevens Nora Perry        | Eddy Sutton Gillian Gowers     |
| Mixed        | Billy Gilliland Gillian Gilks | Ray Stevens Nora Perry        | David Eddy Barbara Sutton      |

## Finalresultate
| Disziplin    | Sieger                        | Finalist                      | Ergebnis           |
| ------------ | ----------------------------- | ----------------------------- | ------------------ |
| Herreneinzel | Ray Stevens                   | Steve Butler                  | 15:10, 17:15       |
| Dameneinzel  | Jane Webster                  | Gillian Gowers                | 11:4, 11:2         |
| Herrendoppel | Eddy Sutton David Eddy        | Claus Thomsen Nils Skeby      | 18:15, 10:15, 15:8 |
| Damendoppel  | Nora Perry Jane Webster       | Catharine Troke Gillian Gilks | 15:4, 15:5         |
| Mixed        | Billy Gilliland Gillian Gilks | Ray Stevens Nora Perry        | 15:11, 7:7 w.o.    |